# Pedrococcus greeni
Pedrococcus greeni är en insektsart som först beskrevs av Mamet 1937.  Pedrococcus greeni ingår i släktet Pedrococcus och familjen ullsköldlöss. Inga underarter finns listade i Catalogue of Life.